# 太空超人
《太空超人》（英語：He-Man and the Masters of the Universe）是一部美國的動畫劇集，由動畫製作公司Filmation在1983年改編美泰兒公司的同名玩具系列。本劇亦為1980年代最受歡迎的動畫劇集之一。
本劇於1983年9月首播，直至1985年完結，共播出兩季，每季各65集。在本劇完結之時，上映一部長篇電影《神劍的秘密》，作為衍生系列《神力女超人》的前提。當時以廣播聯賣的形式播出，直到1988年，USA電視台收購該劇的版權。美國在1990年9月前不斷重播《太空超人》。這部以玩具為基礎的廣播作品的成功極大影響了其他動畫公司，使其製作半小時的「廣告卡通」，同時改變聯賣卡通的市場。
本劇多次改編成單行本漫畫和連載漫畫，並於1987年上映一部真人電影《決勝時空戰區》。其後《太空超人》的重啟系列於2002年8月16日在Toonami首播。而在2021年，串流媒體Netflix發布了兩部續作，一部是以成人為取向的《太空超人：啟示錄》。另一部是以闔家為取向的《太空超人》重製版，使用CGI手法製作。

## 劇情
故事背景發生在伊坦尼亞，是一顆充滿魔法、神話和幻想的星球。亞當王子是伊坦尼亞的統治者蘭道國王和瑪琳娜女王的兒子。每當亞當高舉神劍並喊出咒語時，便會獲得「秘密的神奇力量」，並成為宇宙中最強大的「太空超人」。他與他的朋友們戰虎（亞當的寵物膽小虎，同樣因獲得力量而變身）、葛雷堡的女巫、泰拉、鄧肯隊長和小精靈一同保護伊坦尼亞避免遭到骷髏王的邪惡勢力侵害。骷髏王的希望有朝一日能夠征服葛雷堡，太空超人則從中阻止。一旦骷髏王成功，他將擁有強大的力量統治整顆星球，甚至是整個宇宙。

## 集數
| 季數 | 集数 | 集数 | 首播日期      | 首播日期       |
| 季數 | 集数 | 集数 | 首映          | 季终           |
| ---- | ---- | ---- | ------------- | -------------- |
| 1    | 65   | 65   | 1983年9月26日 | 1983年12月23日 |
| 2    | 65   | 65   | 1984年9月24日 | 1985年11月21日 |

## 在华语圈的播出情况

### 台灣
- 華視取得第一季播映權，譯名為《太空超人》，於1983年9月9日至1984年12月7日每週五下午6:00～6:30播出。
- 台視於1985年取得第二季播映權，譯名改為《新太空超人》；同時也開啟每週日上午11:00至12:00間，專門播映美泰兒（MATTEL）贊助之動畫的卡通時段《台視週日卡通》。
- 變身咒語譯為：

1.「骷髏賦予我神奇的力量，我擁有所向無敵的神力！」（華視版）
2.「萬能的天神，請賜給我神奇的力量！我是太空超人！」（台視版）

### 中国大陆
- 1988年，广西电视台和新疆电视台与美方达成引进50集的购片协议，之后各分担了一半的译制任务，广西电视台译制了1-25集，名为《宇宙的巨人-希曼》；新疆电视台译制26-50集，主人公译名为“黑曼”。
- 因为两家电视台译制工作同时进行，过程中缺少交流，所以人物译名、变身咒语有所不同。
- 变身咒语：灰克显灵，希曼来啦！                       《宇宙的巨人希曼》广西电视台(1989年)

赐予我力量吧，我是黑曼！                《希曼 宇宙的巨人》新疆电视台(1989年)
 广西版开场白：
我是一个宇宙巨人，名叫亚当，是埃坦尼亚王国的王子。我保守着灰壳堡的秘密。它，是太空虎，我忠实的好朋友。我可以为自己召来神秘的魔力，只要念一声咒语：“灰壳显灵”……希曼来啦……这时候太空虎将变成我的坐骑，我就成了希曼，宇宙中最强有力的人。只有其他三个人知道这个秘密：我的朋友鹦鹉仙子，邓肯武士和小不点奥克，他们将帮助我进行保护灰壳堡的战斗。

### 香港
相比中國大陸和台灣，香港則比較簡單，譯名是直接用回英文"HE-MAN"。
而變身咒語則是：
請骷髏頭堡賜我力量！……我已經充滿力量喇！
- 香港版開場白：

我係宇宙王子Heman，Heman係永恆國嘅王子，亦即係骷髏頭堡嘅保護人，佢係我嘅朋友冇胆貓，由我得到神劍開始，每當我話請骷髏頭堡賜我力量，咁我就有無比神奇嘅力量㗎喇，於是冇胆貓就變成英勇嘅戰鬥老虎，而我Heman就變成威猛嘅宇宙戰士。只有三個人知道我嘅秘密，佢哋就係女魔術師，武器大王同埋奧高，我哋一齊保衛骷髏頭堡，唔比佢落入骷髏魔嘅手上。

## 二次創作
2005年，動畫公司SLACKCiRCUS在嚇人玩意網站發布了動畫Fabulous Secret Powers，由Ryan Haines 剪輯Jay Allen創作，該影片中He-Man演唱著樂團4 Non Blondes的歌曲What's Up?，影片的嘴型、背景都經過設計，也出現了許多角色，在影片末尾亦帶入了梅麗莎．曼徹斯特的Don't Cry Out Loud。這個影片引起了一些討論，作者並將其上傳至Vimeo和YouTube。
2013年，用戶ProtoOfSnagem剪掉了前述影片開頭與結尾部分的獨白，只保留歌曲部分，改名為HEYYEYAAEYAAAEYAEYAA後上傳YouTube，被當作釣魚的素材，因而成為網路迷因。截至2022年7月，該影片已達到近2億觀看次數，遠勝於SLACKCiRCUS所上傳的影片。然而該用戶原先並未標明此影片由SLACKCiRCUS製作，導致後來的版權爭議，許多觀眾因此無從了解影片真正的作者，但最後SLACKCiRCUS決定讓該影片繼續留在YouTube上。
另外，He-Man的玩偶在芭比之梦想豪宅的《The Shrinkerator 缩小枪》中客串，它被放在Chelesa (Kelly)的娃娃屋內，慘遭Raquelle吐槽。

## 續作
- （She-Ra）

續作。主角为太空超人的妹妹阿多拉公主／神力女超人。

## 改編電影
- 《決勝時空戰區》（Masters of the Universe）

於1987年推出的真人版電影，由杜夫·朗格林主演，蓋瑞·葛達執導。電影獲得了負面評價和失敗的票房，但卻成了一種流行的邪典電影文化。

## 外部連結
- 連結夢與現實的哲生原力（页面存档备份，存于）
- 三明治是什麼??（页面存档备份，存于）
- 當我們童在一起
- 希曼英文片頭（页面存档备份，存于）
- 2002新希曼片頭 （页面存档备份，存于）